# Laval (Québec)
Pour les articles homonymes, voir Laval.
Laval est une ville du Québec située dans la banlieue de Montréal. Elle constitue également à elle seule l'une des dix-sept régions administratives de cette province, en plus de posséder les compétences attribuées à une municipalité régionale de comté (MRC). Avec sa population de 438 366 habitants lors du recensement en 2021, Laval est la troisième ville la plus peuplée au Québec, derrière Montréal et Québec, ainsi que la treizième au Canada. Sa superficie totale est de 267 km2, dont 246 km2 sont terrestres.
Si la majorité du territoire de la ville est constituée de l'île Jésus, Laval comprend également une multitude de petites îles en son pourtour, qui font partie de l'archipel d'Hochelaga. La rivière des Mille Îles, au nord et à l'ouest, la sépare des municipalités de la Rive-Nord de Montréal, situées dans les régions des Laurentides et de Lanaudière, et la rivière des Prairies, au sud et à l'est, délimite sa frontière avec Montréal.
Peuplée de manière permanente depuis le 17e siècle, l'île Jésus voit plusieurs agriculteurs français s'y installer au cours des siècles. Les sols très fertiles de la région firent de l'agriculture une activité très répandue. Tout comme à Montréal, on retrouvait sur le territoire lavallois une végétation décidue, des milieux humides et une biodiversité très développée. En 1965, Laval est constituée à partir du territoire de 14 municipalités qui sont aujourd'hui ses quartiers. Depuis les années 1960, Laval se transforme progressivement en banlieue très étendue, fortement résidentielle et légèrement industrielle. Le tiers du territoire est protégé par la loi provinciale afin de conserver les terres agricoles. Les bois qui subsistent sur le territoire témoignent de l'industrialisation du territoire et rappellent des fragments de l'histoire de l'île Jésus.

## Géographie
Sont répartis sur le territoire de Laval, en ordre d'importance : les surfaces artificielles (56,9 %), les forêts (16,6 %), les terres agricoles (16,4 %), les eaux (7,7 %) et finalement les milieux humides (2,4 %).

### Situation
À la fois ville et région, Laval couvre l'entièreté de l'île Jésus, immédiatement au nord-ouest de l'île de Montréal, au cœur de l'archipel d'Hochelaga. Avec Montréal, la métropole du Québec, Laval est le cœur de la Communauté métropolitaine de Montréal, l'une des plus grandes agglomérations urbaines du Canada.
Sa superficie s'étend sur 266,81 km2, dont 246,14 km2 qui sont terrestres, soit exactement 0,02 % du territoire québécois. Malgré sa très faible superficie, Laval possède tout de même le statut de « région administrative » depuis 1987. Elle est de loin la plus petite région : elle est 3 200 fois moins vaste que le Nord-du-Québec, la plus grande. En raison de sa proximité immédiate avec Montréal, elle est en processus important d'étalement urbain depuis le milieu du XXe siècle, la majorité de son territoire étant désormais urbanisé.
Elle est bordée au nord par les régions de Lanaudière et des Laurentides et au sud par Montréal.

### Relief
Située au milieu des basses-terres du Saint-Laurent, l'île Jésus possède un relief très plat. Son altitude varie entre 4 mètres (rivière des Prairies) et 65 mètres (mont Laval). L'altitude est d'à peine une dizaine de mètres dans le quartier de Saint-François, dans le secteur de la pointe est de l'île.

### Hydrographie
L'île Jésus est délimitée par deux rivières se rejoignant à ses extrémités : la rivière des Mille Îles (au nord) et la rivière des Prairies (au sud). On retrouve à l'intérieur de l'île près de 70 km de ruisseaux permanents qui sillonnent le territoire. Les principaux sont les ruisseaux La Pinière, Champagne, Papineau-Lavoie et Gascon. L'île ne possède aucun lac ou plan d'eau notable.

## Histoire

### Seigneurie de l'Île-Jésus

Armoiries du Séminaire de Québec, propriétaire de l'île Jésus durant 175 ans.

Connue des peuples autochtones et utilisée principalement comme halte ou comme lieu de passage, l'île Jésus devient une seigneurie alors que le territoire du Québec est colonisé par les Français sous le nom de Nouvelle-France.
En 1636, l'île Jésus est offerte aux Jésuites canadiens à titre de seigneurie, mais demeure inexploitée. Elle passe ensuite aux mains de François Berthelot, conseiller et secrétaire du roi Louis XIV. Ce dernier ne la conserve que 3 ans avant de la céder, en 1675, à François de Montmorency-Laval, évêque de Québec, en échange de l'île d'Orléans. En 1680, l'île est cédée au Séminaire de Québec, qui en demeure seigneur jusqu'à l'abolition du régime seigneurial, en 1854.
Le peuplement de l'île Jésus est amorcé en 1672 à partir de sa pointe est, mais demeure timide jusqu'à la signature de la Grande Paix de Montréal, en 1701, qui met fin à une guerre entre Français et Iroquois. Au cours des siècles, des agriculteurs français s'installèrent sur l'île Jésus. Plusieurs maisons y seront encore habitées des centaines d'années plus tard. Les sols très fertiles de la région firent de l'agriculture une activité très répandue. Tout comme à Montréal, on retrouvait sur le territoire lavallois une végétation douce et un milieu humide favorisant la croissance de plusieurs forêts de feuillus. Une biodiversité très développée y régnait. 

### Naissance des premières paroisses

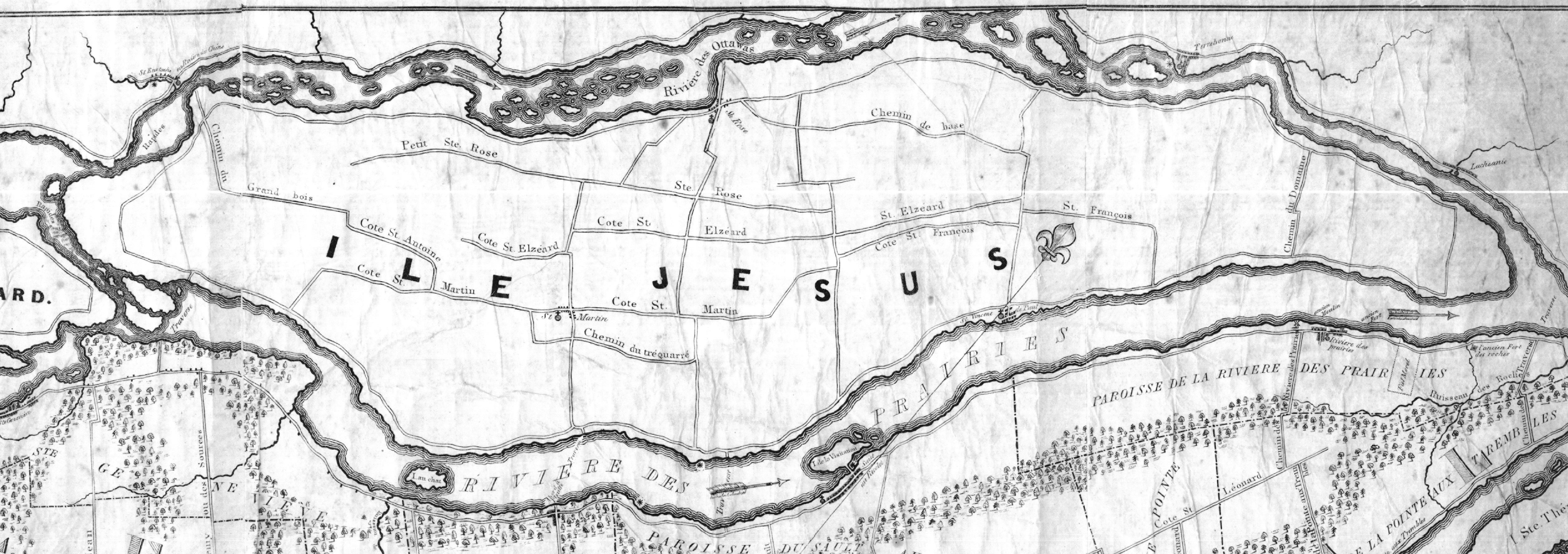
Carte de Laval en 1834 réalisée par André Jobin.

En 1702, on établit la paroisse de Saint-François-de-Sales et, en 1740, on autorise la création des paroisses de Sainte-Rose-de-Lima et de Saint-Vincent-de-Paul. La population, d'abord concentrée sur les rivages, s'étend graduellement vers le centre de l'île, comme en témoigne l'apparition d'une nouvelle paroisse, celle de Saint-Martin, en 1774. En 1681, l'île Jésus compte 24 habitants. En 1765, ce nombre passe à 2 379, pour atteindre près de 6 500 personnes en 1823.
Sous le régime seigneurial, le territoire de l'île Jésus demeure majoritairement rural. On note néanmoins le développement d'un premier village dans la paroisse de Saint-François-de-Sales dès 1753 et la création de divers chemins donnant accès, notamment, aux églises et aux moulins de l'île.
En 1854, l'Acte pour l'abolition des droits et devoirs féodaux dans le Bas-Canada est proclamé, mettant ainsi définitivement fin au régime seigneurial, hérité de la période coloniale française et maintenu par les Britanniques après la conquête de 1763.
En 1845, on tente une première fois d'instaurer un système municipal. Devant son échec, deux ans plus tard, on proclame l'« Acte pour faire de meilleures dispositions pour l'établissement d'autorités municipales dans le Bas-Canada ».

### Comté de Laval

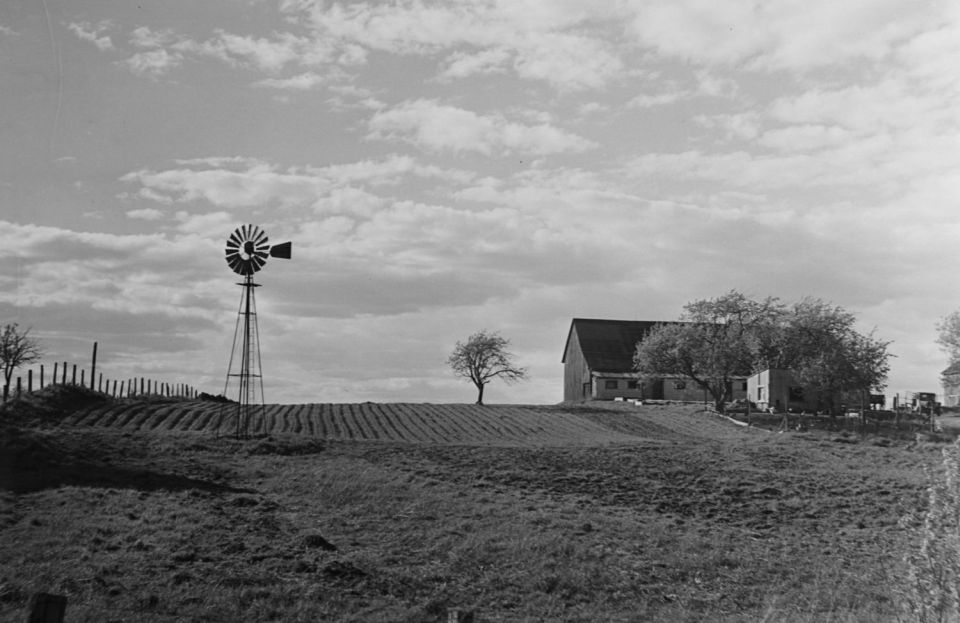
Ferme à Laval-des-Rapides en 1941.

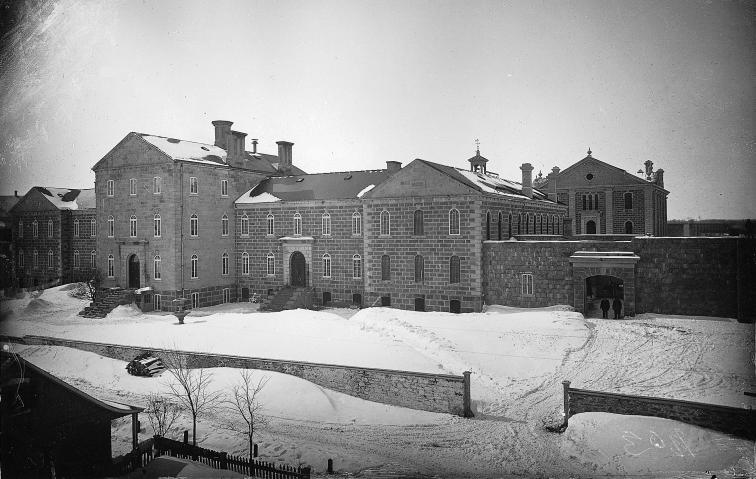
Le gouvernement fédéral ouvre le pénitencier de Saint-Vincent-de-Paul en 1873.

Le régime municipal est établi de façon permanente en 1855, avec l'Acte des municipalités et des chemins du Bas-Canada.
Avec l'entrée en vigueur de ce nouveau mode de gestion du territoire, toutes les agglomérations d'une population d'au moins 300 habitants deviennent des municipalités. Ainsi, sur l'île Jésus, les municipalités des paroisses de Saint-François-de-Sales, de Saint-Martin, de Sainte-Rose-de-Lima et de Saint-Vincent-de-Paul apparaissent en 1855.
L'Acte des municipalités et des chemins du Bas-Canada prévoit également la création de corporations municipales de comté, où siègent les maires de municipalités avoisinantes pour délibérer sur des sujets d'intérêt commun. Ainsi, la Corporation du comté de Laval est également constituée ; le nom inspirera celui de la ville de Laval, créée 110 ans plus tard.

### Urbanisation et développement

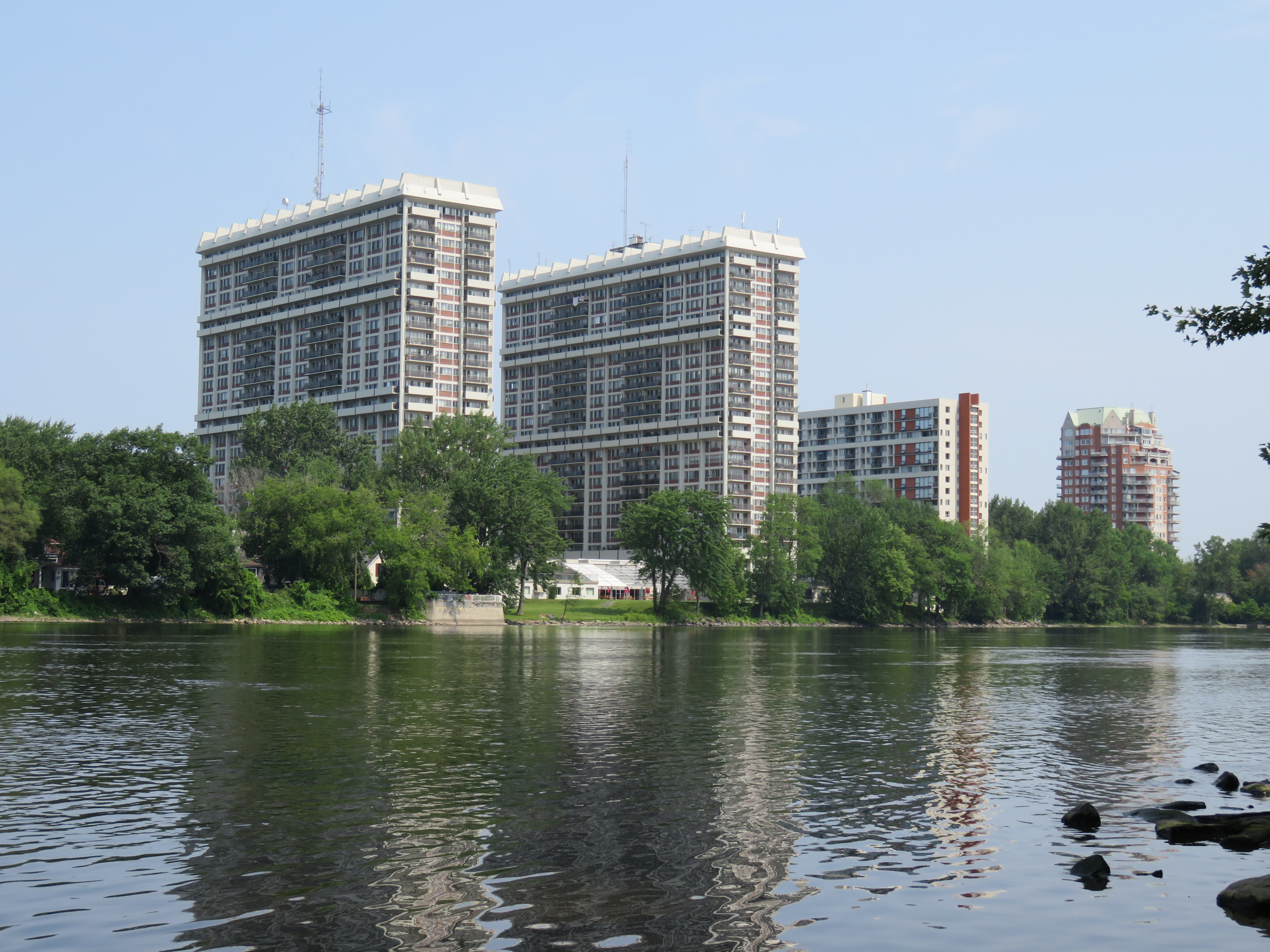
Immeubles de copropriété en bordure de la rivière des Prairies.

En 1961, la cité de Saint-Martin et la ville de Renaud sont annexées à la ville de l'Abord-à-Plouffe pour créer la cité de Chomedey. Le projet initial prévoyait également la fusion de la Ville de Laval-des-Rapides, mais celle-ci se retira rapidement du projet.
Le 7 février 1964, le ministère des Affaires municipales du Québec annonce la tenue d'une Commission d'étude sur les problèmes intermunicipaux de l'île Jésus, qui est présidée par le juge Armand Sylvestre et lancée parallèlement à une commission portant sur le même sujet pour l'île de Montréal, présidée par Camille Blier. En décembre 1964, la conclusion de la commission d'étude est annoncée au public : « une île, une ville ! » Le 6 août 1965, le gouvernement du Québec fusionne les 14 municipalités qui constituaient le comté de Laval et crée ainsi la Ville de Laval :
- Auteuil ;
- Chomedey ;
- Duvernay ;
- Fabreville ;
- Îles-Laval ;
- Laval-des-Rapides ;
- Laval-sur-le-Lac ;
- Laval-Ouest ;
- Pont-Viau ;
- Sainte-Rose ;
- Sainte-Dorothée ;
- Saint-François ;
- Saint-Vincent-de-Paul ;
- Vimont.

Ces anciennes municipalités sont encore les dénominations des quartiers de la ville de Laval dans le langage usuel de la population.
Par la suite, l'étalement urbain et le développement de la banlieue font en sorte que Laval connaît un essor certain et devient la troisième ville la plus peuplée du Québec. Son poids démographique est certainement la principale justification de son élévation en région administrative le 22 décembre 1987. Laval est aujourd'hui une banlieue très étendue, à dominance résidentielle, avec des secteurs industriels, commerciaux et technologiques. Lors de la promulgation de la Loi sur la protection du territoire agricole, le gouvernement du Québec y a protégé 30 % du territoire pour conserver les terres agricoles. Les bois qui subsistent à plusieurs endroits dans la ville témoignent de l'industrialisation du territoire et rappellent des fragments de l'histoire de l'île Jésus, comme le bois Sainte-Dorothée, le bois de l'Équerre, le bois Papineau, le bois Duvernay, le bois d'Auteuil et le bois Saint-François.

## Identité et symboles

### Héraldique
| Unité - Progrès - Grandeur |
| -------------------------- |

| L'écu de Laval se blasonne ainsi : D'argent à la croix de gueules, chargée de cinq coquilles d'or cantonnée de seize alérions d'azur. |

L'écu de la ville de Laval ainsi que celui de l'Université Laval sont inspirés de celui du Monseigneur François de Montmorency-Laval. L'Université Laval a été instituée à partir du Petit Séminaire de Québec qui avait été fondé par Monseigneur de Laval et auquel ce dernier a cédé ses droits sur l'île.

### Drapeau

Drapeau et logo de Laval.

L'emblème de Laval, adopté le 5 mai 1975, illustre le modernisme d'une collectivité en pleine expansion. Le jeu des cubes symbolise le développement de Laval. Les cubes tracent le « L » de Laval de telle sorte que l'emblème constitue également un sigle. Les couleurs utilisées ont également une signification importante. Le pourpre symbolise traditionnellement la richesse ; par extension, il représente, dans l'emblème, le grand potentiel économique de Laval. Le bleu symbolise la qualité de vie et l'aménagement d'une ville humaine. Les lettres de la signature Laval sont liées l'une à l'autre pour rappeler la fusion des municipalités de l'île en 1965. Le logo a été créé par un peintre-sérigraphe de Laval, monsieur Guy Gagné.[réf. nécessaire]

## Politique et administration

### Politique municipale
La constitution canadienne précise que les provinces ont la compétence exclusive dans la création ou la modification des administrations locales. Au Québec, les corporations municipales sont régies par le Code municipal ou la Loi sur les cités et villes.

#### Mairie

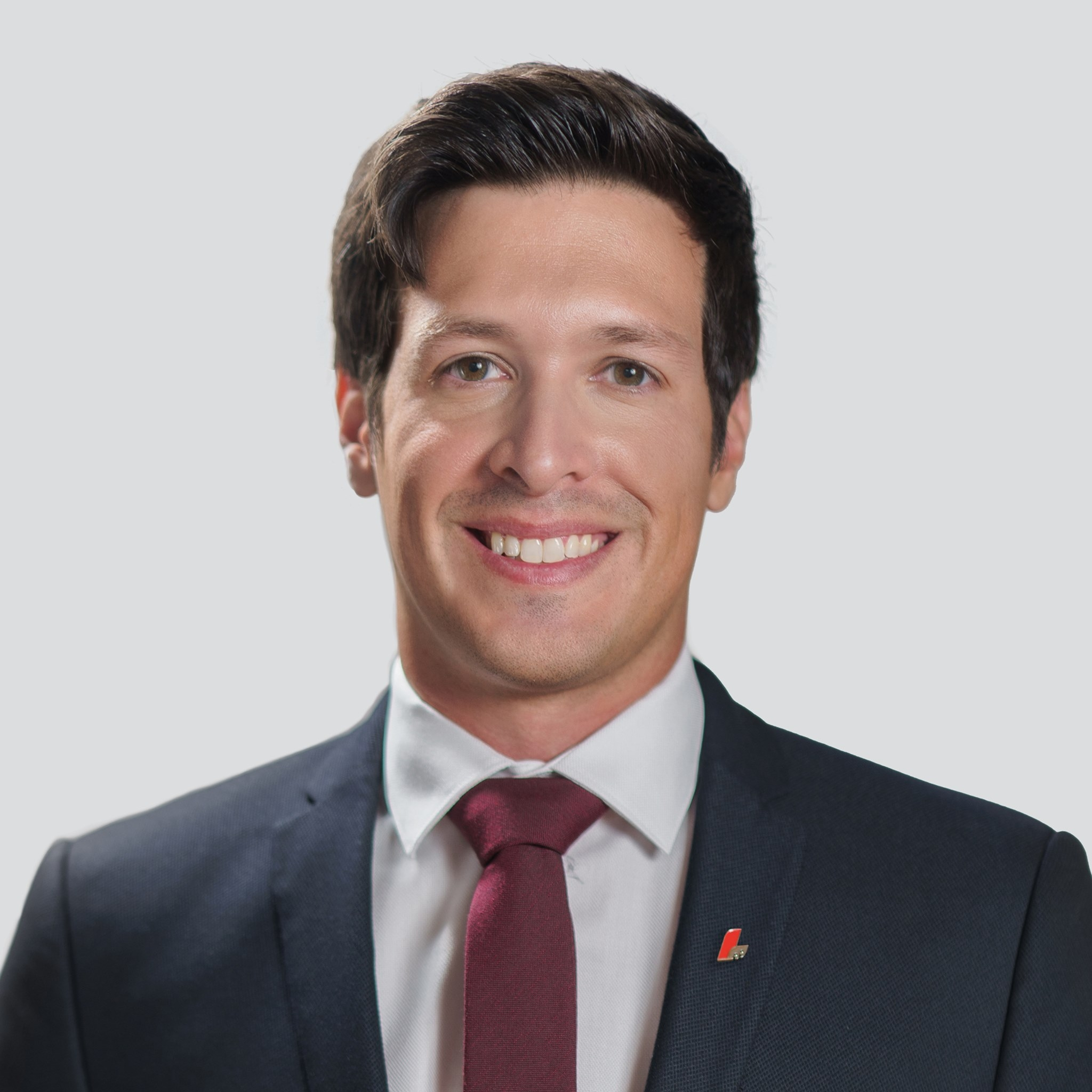
Stéphane Boyer, élu lors des élections municipales de 2021, est l'actuel maire de Laval.

| Période          | Période         | Identité               | Étiquette               | Qualité                                            |
| ---------------- | --------------- | ---------------------- | ----------------------- | -------------------------------------------------- |
| août 1965        | novembre 1965   | Jean-Noël Lavoie       |                         | Maire fondateur                                    |
| 1965             | 1973            | Jacques Tétreault      |                         | Premier maire élu de la Ville de Laval             |
| 1973             | 1981            | Lucien Paiement        |                         |                                                    |
| 1981             | 1989            | Claude-Ulysse Lefebvre | Parti PRO des Lavallois |                                                    |
| 1989             | 9 novembre 2012 | Gilles Vaillancourt    | Parti PRO des Lavallois |                                                    |
| 23 novembre 2012 | 28 juin 2013    | Alexandre Duplessis    | Indépendant             | Intérimaire                                        |
| 3 juillet 2013   | novembre 2013   | Martine Beaugrand      | Indépendant             | Intérimaire                                        |
| 3 novembre 2013  | novembre 2021   | Marc Demers            | Mouvement lavallois     |                                                    |
| 7 novembre 2021  |                 | Stéphane Boyer         | Mouvement lavallois     | Maire suppléant du 7 avril 2021 au 7 novembre 2021 |

#### Conseil municipal
Laval est divisée en 21 districts électoraux municipaux ayant chacun un conseiller municipal. Des élections ont lieu tous les quatre ans.
Voici la liste des districts électoraux, leur population approximative et leur conseiller ainsi que le parti auquel elle ou il appartient :
| District électoral              | Population | Conseiller                 | Parti               |
| ------------------------------- | ---------- | -------------------------- | ------------------- |
| 1 - Saint-François              | 18 512     | Isabelle Piché             | Action Laval        |
| 2 - Saint-Vincent-de-Paul       | 16 744     | Paolo Galati               | Action Laval        |
| 3 - Val-des-Arbres              | 17 338     | Achille Cifelli            | Action Laval        |
| 4 - Duvernay - Pont-Viau        | 14 516     | Christine Poirier          | Mouvement lavallois |
| 5 - Marigot                     | 16 598     | Cecilia Macedo             | Mouvement lavallois |
| 6 - Concorde - Bois-de-Boulogne | 17 059     | Sandra Desmeules           | Mouvement lavallois |
| 7 - Renaud                      | 17 568     | Seta Topouzian             | Mouvement lavallois |
| 8 - Vimont                      | 17 260     | Pierre Brabant             | Mouvement lavallois |
| 9 - Saint-Bruno                 | 22 422     | David De Cotis             | Action Laval        |
| 10 - Auteuil                    | 19 602     | Jocelyne Frédéric-Gauthier | Mouvement lavallois |
| 11 - Laval-des-Rapides          | 18 439     | Alexandre Warnet           | Mouvement lavallois |
| 12 - Souvenir-Labelle           | 17 246     | Sandra El Helou            | Mouvement lavallois |
| 13 - L'Abord-à-Plouffe          | 17 800     | Vasilios Karidogiannis     | Mouvement lavallois |
| 14 - Chomedey                   | 17 524     | Aglaia Revelakis           | Action Laval        |
| 15 - Saint-Martin               | 21 193     | Aline Dib                  | Mouvement lavallois |
| 16 - Sainte-Dorothée            | 22 362     | Ray Khalil                 | Mouvement lavallois |
| 17 - Laval-Les Îles             | 19 398     | Nicholas Borne             | Mouvement lavallois |
| 18 - L'Orée-des-Bois            | 24 008     | Yannick Langlois           | Mouvement lavallois |
| 19 - Marc-Aurèle-Fortin         | 17 178     | Louise Lortie              | Parti Laval         |
| 20 - Fabreville                 | 21 109     | Claude Larochelle          | Parti Laval         |
| 21 - Sainte-Rose                | 22 033     | Flavia Alexandra Novac     | Mouvement lavallois |

Ces conseillers ont été élus aux élections municipales de 2021. Le maire de la ville est Stéphane Boyer.

#### Les bureaux municipaux de loisir
Afin d'éviter les dédoublements, l'offre de services en culture, loisirs, activités physiques et vie communautaire ont été regroupés en six secteurs ou bureaux municipaux lavallois (BML).
- BML-1 : Duvernay, Saint-Francois et Saint-Vincent-de-Paul
- BML-2 : Pont-Viau, Renaud-Coursol et Laval-des-Rapides
- BML-3 : Chomedey (excluant Renaud-Coursol)
- BML-4 : Sainte-Dorothée, Laval-Ouest, Les Îles-Laval, Fabreville-Ouest et Laval-sur-le-Lac
- BML-5 : Fabreville-Est et Sainte-Rose
- BML-6 : Vimont et Auteuil

### Représentation fédérale
À la Chambre des communes : 
- Alfred-Pellan : Angelo Iacono (PLC)
- Laval—Les Îles : Fayçal El-Khoury (PLC)
- Marc-Aurèle-Fortin : Carlos J. Leitão (PLC)
- Vimy : Annie Koutrakis (PLC)

Au Sénat : 
- Alma : Diane Bellemare (GPS)

### Représentation provinciale
- Fabre : Alice Abou-Khalil (CAQ)
- Laval-des-Rapides : Céline Haytayan (CAQ)
- Mille-Îles : Virginie Dufour (PLQ)
- Vimont : Valérie Schmaltz (CAQ)
- Sainte-Rose : Christopher Skeete (CAQ)
- Chomedey : Sona Lakhoyan Olivier (PLQ)

## Sécurité publique

### Service de police de Laval
Instauré en 1965, le Service de police de Laval emploie plus de 800 policiers et employés civils.

#### Postes de quartier
- Saint-François, Saint-Vincent-de-Paul et Duvernay-Est[18]
- Pont-Viau, Duvernay, Val-des-Arbres, Laval-des-Rapides et Renaud[18]
- Chomedey[18]
- Laval-Ouest, Laval-sur-le-Lac, Fabreville-Ouest, Laval-les-Îles et Sainte-Dorothée[18]
- Sainte-Rose et Fabreville[18]
- Vimont, Auteuil et Val-des-Brises[18]

#### Gendarmerie
De service 24 heures sur 24, le service de police compte plus de 250 policiers et officiers qui travaillent avec le 911 pour répondre aux urgences. Ils veillent à la sécurité des citoyens par l'application du Code criminel, du Code de la sécurité routière et des règlements municipaux, en plus d'assurer la sécurité des stations de métro de Laval (selon le site internet municipal).

## Démographie
Source des données de 1891 à 2016:

Recensement du Canada, Statistique Canada

Source des données de 2017 à 2018:

Institut de la statistique du Québec
| 1871  | 1881  | 1891  | 1901   | 1911   | 1921   | 1931   | 1941   | 1951   |
| ----- | ----- | ----- | ------ | ------ | ------ | ------ | ------ | ------ |
| 9 472 | 9 462 | 9 436 | 10 248 | 11 407 | 14 005 | 16 150 | 21 631 | 37 843 |

| 1956   | 1961    | 1966    | 1971    | 1976    | 1981    | 1986    | 1991    | 1996    |
| ------ | ------- | ------- | ------- | ------- | ------- | ------- | ------- | ------- |
| 69 410 | 124 741 | 196 088 | 228 010 | 246 243 | 268 335 | 284 164 | 314 398 | 330 393 |

| 2001    | 2006    | 2011    | 2016    | 2021    | - | - | - | - |
| ------- | ------- | ------- | ------- | ------- | - | - | - | - |
| 343 005 | 368 709 | 401 553 | 422 993 | 438 366 | - | - | - | - |

En 2001, 81 % de la population est de confession catholique.
En 2015, selon l'Institut de la statistique du Québec, la population par groupes d'âge se lisait comme suit :
| Groupe d'âge   | Nombre  | Pourcentage |
| -------------- | ------- | ----------- |
| 0-14 ans       | 70 650  | 16,6        |
| 15-24 ans      | 54 103  | 12,7        |
| 25-44 ans      | 109 701 | 25,8        |
| 45-64 ans      | 120 293 | 28,3        |
| 65 ans et plus | 70 478  | 16,6        |

### Langue
Le recensement de 2016 a révélé que le français était la langue maternelle de 56,8 % des résidents. Les autres langues maternelles les plus courantes étaient l'anglais, avec 7,2 % des Lavallois, et les langues allophones, avec 31,4 % (en 2011 : l'arabe (5,6 %), l'italien (4,2 %), le grec (3,5 %), l'espagnol (2,9 %), l'arménien (1,7 %), le créole (1,6 %), le kabyle (1,4 %) le roumain (1,3 %) et le portugais (1,3 %)).

## Économie

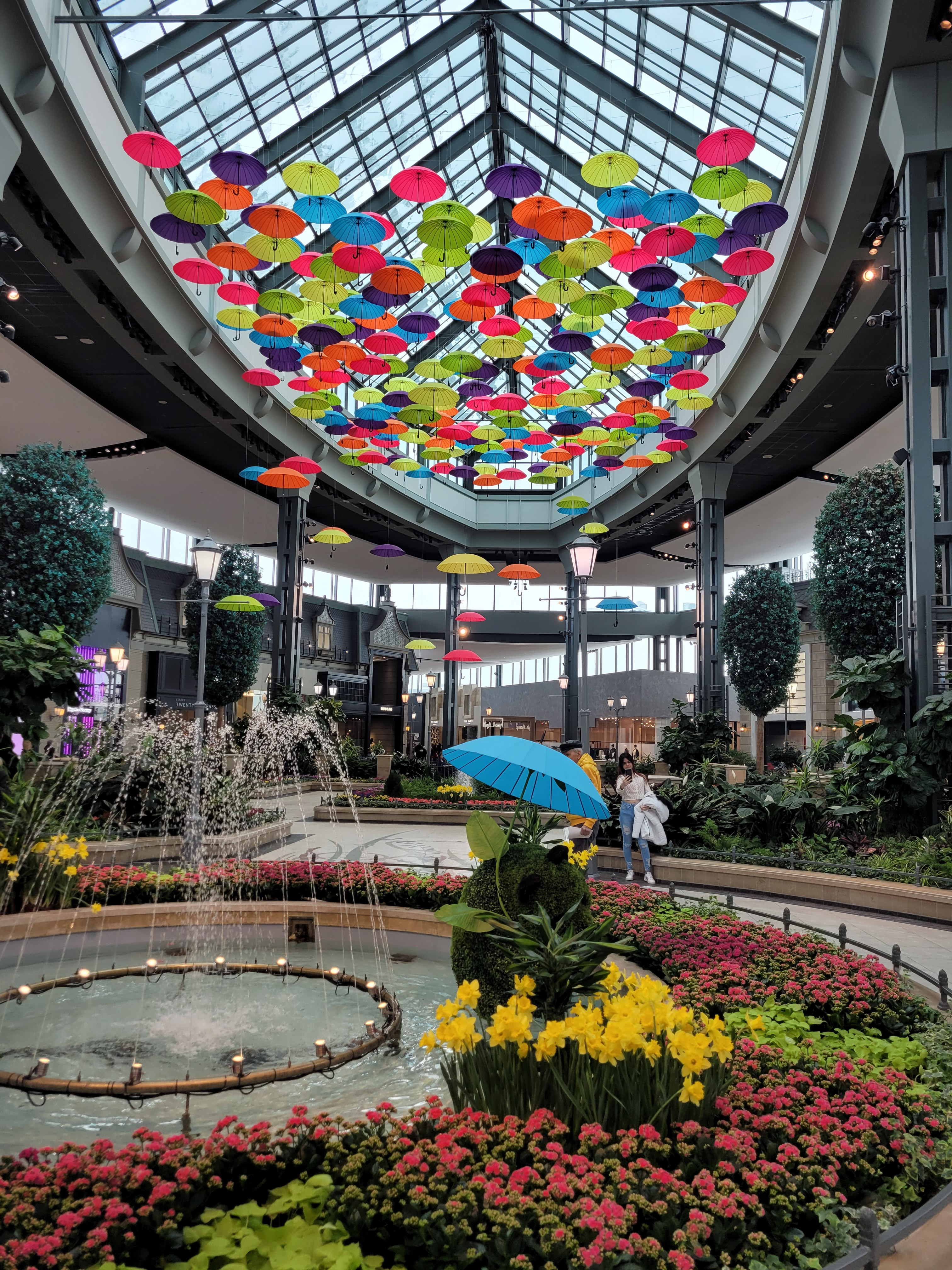
L'atrium du centre commercial Le Carrefour à Laval.

Laval possède une économie surtout centrée sur les secteurs de la haute technologie, des services, du commerce et de la santé. On y retrouve ainsi plusieurs laboratoires pharmaceutiques, de nombreux commerces de détail, des carrières de minerais et un secteur agricole vigoureux.
Depuis quelques années, Laval déploie beaucoup d'efforts pour redéfinir un territoire marqué par la séparation des usages et un certain morcellement à cause de son réseau routier. Son centre-ville, caractérisé par une faible densité, est actuellement mal défini mais fait l'objet d'un vaste plan de consolidation et de revitalisation. En 2020, la Place Bell, sa place publique et d'autres équipements culturels et sportifs se seront ajoutés au Centropolis et aux autres grands centres commerciaux, pour former un centre-ville mixte et moderne.
La société de développement économique Laval Technopole soutient six axes de développement : la Cité de la biotech, le pôle industriel, l'agropôle, le e-pôle, le pôle récréotourisme et le pôle entreprises de services et sièges sociaux. La réussite de ces pôles résulte des liens étroits entre les centres de recherche, les universités, les entreprises et les services publics.
En décembre 2013, 12 021 entreprises étaient établies à Laval et employaient 140 000 personnes. Seulement 40 % des Lavallois travaillent à Laval.

## Transports
La ville, marquée par un important étalement urbain, comptait un total de 266 512 véhicules immatriculés en 2010. Laval est desservie par plusieurs autoroutes et routes provinciales, le réseau d'autobus de la Société de transport de Laval, trois stations de métro et des trains de banlieue.

### Réseau routier

#### Autoroutes
- A-25 (Autoroute Louis-H.-Lafontaine) - De Longueuil à Saint-Esprit via Montréal et l'A-440 (Laval). Un pont entre Laval et Montréal a été inauguré le 21 mai 2011 sur cet axe. Les ponts Mathieu et Lepage relient la rive nord (Terrebonne) à Laval en passant par l'île Saint-Jean sur cet axe.
- A-19 (Autoroute Papineau) - De l'A-40 à Montréal (du boulevard Henri-Bourassa à Montréal, section autoroute) jusqu'au boulevard Dagenais (R-335) à Laval. Le pont Papineau-Leblanc relie Montréal à Laval sur cet axe.
- A-13 (Autoroute Chomedey) - De l'A-20 à Lachine à l'A-640 à Boisbriand. Le pont Louis-Bisson relie Montréal à Laval sur cet axe et le pont Vachon relie la rive nord (Boisbriand) à Laval.
- A-15 (Autoroute des Laurentides) - De Saint-Bernard-de-Lacolle (frontière des États-Unis) à Sainte-Agathe-des-Monts. Le pont Médéric-Martin relie Montréal à Laval sur cet axe et le pont Gédéon-Ouimet relie la rive-nord (Boisbriand) à Laval.
- A-440 (Autoroute Jean-Noël-Lavoie) - De l'A-25 à l'A-13 à Laval. Le gouvernement projette depuis des années de prolonger cette autoroute vers l'ouest pour rejoindre l'A-40 à Montréal.

#### Routes provinciales
- Route 125 - Montréal à Saint-Donat
- Route 148 - Laval à Pembroke
- Route 335 - Montréal jusqu'à Chertsey dans la région de Lanaudière.
- Route 117 - Montréal à Rouyn-Noranda (Route 66)

#### Incidents
- Le 18 juin 2000, pendant des rénovations sur le viaduc du Souvenir surplombant l'autoroute 15, le tablier sud du viaduc s'est écroulé sur l'autoroute causant la mort d'une personne[24],[25].
- Le 30 septembre 2006, le viaduc de la Concorde qui passe au-dessus de l'autoroute 19 (Papineau) s'est soudainement écroulé, tuant ainsi cinq personnes[26].

### Transport en commun
Le réseau de transport en commun de Laval compte un réseau d'autobus, géré par la Société de transport de Laval, trois stations du métro de Montréal gérées par la Société de transport de Montréal, deux lignes de train de banlieue et sept terminus (en plus des gares et des stations de métro).

#### Métro

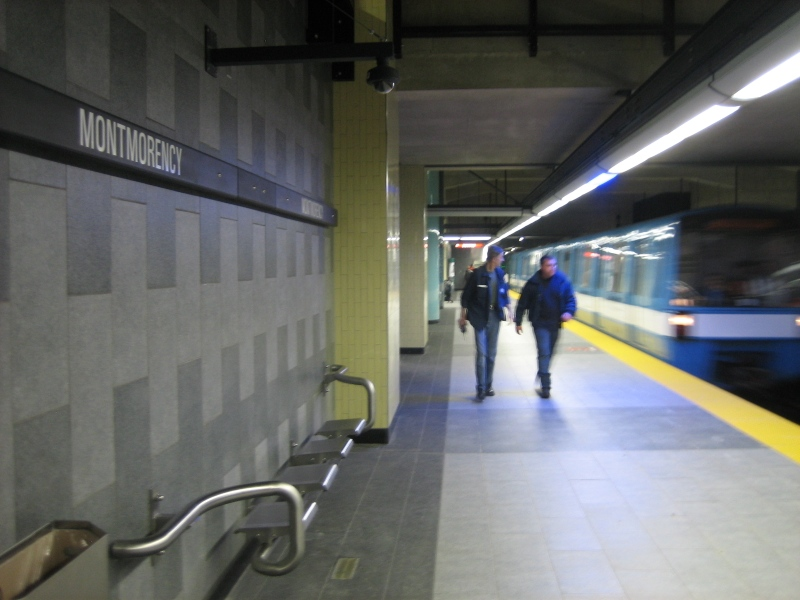
La station Montmorency, terminus de la ligne orange du métro de Montréal. Trois stations desservent la ville de Laval depuis 2007.

- En avril 2007, le prolongement du métro de Montréal jusqu'à Laval est inauguré avec trois nouvelles stations. La construction débuta en 2003 et fut achevée en avril 2007 au coût de 745 M$, entièrement assumé par le gouvernement du Québec, soit une économie de 58,6 M$ par rapport au budget autorisé. À cette somme s'ajoutent 12,4 M$ pour la construction d'un deuxième édicule à la station Cartier. Ce nouvel édicule a été complété en 2009 et se situe au coin nord-est de l'intersection Cartier-des Laurentides, dans le petit parc des Libellules, appartenant à la ville de Laval. Cet édicule est relié au premier édicule situé au coin sud-ouest de l'intersection par un passage piétonnier de 120 mètres de long sous les boulevards Cartier et des Laurentides et permet ainsi aux habitants du quartier Pont-Viau de rejoindre la station Cartier à pied sans à avoir à traverser la dangereuse intersection Cartier-des Laurentides[27]. Bien que le projet fut caractérisé par de nombreux dépassements de coûts, son budget étant passé de 179 M$ en 1998 à 803,6 M$ en 2006, la somme représente 143 M$/km, soit 22 % moins cher que la moyenne internationale pour des projets de même envergure[28].

- Les stations du métro de Montréal à Laval sont Cartier, de la Concorde et Montmorency. L'arrivée du métro était longuement attendue depuis que ce prolongement fut promis dans les années 1960.

- Les utilisateurs du transport en commun doivent se procurer soit une carte TRAM (Zone 3) de 132 $ pour accéder au métro à partir des stations de Laval, soit payer 3,50 $ par voyage vers Montréal. Le métro de Montréal à Laval est une entité complètement séparée de la Société de transport de Laval. Bien que les opérations régulières de la ligne dépendent de la Société de transport de Montréal, son développement s'est effectué sous la supervision de l'Agence métropolitaine de transport. C'est pour cette raison que contrairement à la Société de transport de Montréal, il n'est pas possible de transférer dans le métro à partir d'une correspondance de la STL ou de prendre le métro de Montréal à Laval avec un abonnement mensuel ou des billets de Montréal.

#### Train de banlieue
Exo gère deux lignes de trains de banlieue sur l'île Jésus. Les lignes Saint-Jérôme et Deux-Montagnes font le lien entre Laval et le centre-ville de Montréal en moins de 40 minutes. Au total, 5 gares sont situées sur l'île Jésus.

#### Gares de train de banlieue et stations de métro
| Train, ligne Saint-Jérôme | Réseau express métropolitain | Métro, ligne 2 – Orange |
| ------------------------- | ---------------------------- | ----------------------- |
| Sainte-Rose               | Sainte-Dorothée              | Montmorency             |
| Vimont                    | Île-Bigras                   | De la Concorde          |
| De la Concorde            |                              | Cartier                 |

#### Autobus
Le service d'autobus sur l'île Jésus est assuré par la Société de transport de Laval (STL). Ce service est constitué au total de 44 lignes d'autobus, dont quatre lignes express (901, 902, 903 et 925), une ligne de nuit (2) et plusieurs lignes scolaires en plus des lignes de taxis collectifs. Les différentes lignes parcourent des trajets qui desservent tous les quartiers de Laval, mis à part Les Îles-Laval. Des taxis collectifs sont offerts en complémentarité au service régulier et desservent les secteurs moins populeux de la ville. Le service de trainbus permet de relier les quartiers avoisinants à une gare de train à celle-ci. Le service de nuit à Laval est pratiquement inexistant ; seule une ligne dessert un secteur très circonscrit du sud de la municipalité.
En été 2015, une nouvelle ligne d'autobus voit le jour: la ligne 36, qui part aussi du métro Montmorency et fait presque le même début de trajet que les lignes 26 et 46.

#### Projet de trolleybus
Le 16 mars 2009, le président de la Société de transport de Laval, Jean-Jacques Beldié, a annoncé, en partenariat avec Hydro-Québec et Transports Québec, un investissement de 600 000 $ dans une étude de faisabilité pour la réintroduction des trolleybus au Québec sur le territoire lavallois. Les trolleybus avaient circulé à Montréal entre 1937 et 1966. Le projet initial comprendrait quatre lignes : sur les boulevards des Laurentides (bleu), de la Concorde (rose), Notre-Dame (rouge) et Curé-Labelle (vert). L'étude, livrée par la firme d'ingénierie SNC-Lavalin, est terminée le 2 novembre 2010,.
Bien que le projet soit jugé réalisable et peu risqué, les coûts d'implantation frôlant les 300 millions de dollars, dont 106 millions de dollars seulement pour les installations électriques, sont jugés trop importants pour le peu de retombées engendrées. Le directeur général de la STL, Pierre Giard, estimait que seulement 15 % des besoins en transport en commun de la ville seraient comblés par le projet de trolleybus.

#### Projet d'autobus électrique
Après l'étude de faisabilité du trolleybus, la Société de transport de Laval a décidé d'explorer la possibilité d'implanter un réseau d'autobus électrique à recharge rapide d'ici l'année 2030. Afin de se familiariser avec la technologie électrique, la STL a lancé un appel d'offres international pour l'achat d'un prototype d'autobus électrique. Le gagnant de l'appel d'offres fut la compagnie américaine DesignLine. Le prototype acheté par la STL a été livré à Laval à la mi-décembre 2012.

#### Projet de tramway aérien à Laval-des-Rapides
Dans le cadre du développement économique de la région de Laval, la ville de Laval a créé un organisme parapublique nommé ÉvoluCité. Cet organisme avait pour but d'améliorer le développement urbain à Laval en formant de nouveaux quartiers ayant une densité plus forte que les quartiers traditionnels de Laval afin de favoriser l'utilisation des transports publics. Un nouveau quartier, le quartier de l'Agora, était alors projeté à l'ouest de l'autoroute 15, entre le boulevard Notre-Dame au sud et le boulevard Saint-Martin au nord, et à l'est du boulevard Chomedey. Pour y accéder, la ville de Laval aurait souhaité le prolongement du métro de Montréal plus loin à Laval. Toutefois, la décision de prolonger le métro est de la juridiction du gouvernement du Québec. Historiquement, il peut s'écouler plusieurs années avant qu'un projet de métro puisse se réaliser. C'est pourquoi la Société de transport de Laval avait décidé de réaliser une autre étude de faisabilité pour un nouveau système de transport de tramway aérien téléphérique entre le terminus Le Carrefour et le terminus Montmorency via le quartier de l'Agora. Le projet de tramway aérien (téléphérique) a été mis sur la glace à la suite du déménagement du projet de la place Bell du quartier de l'Agora Nord à celui du pôle de la station Montmorency, limitant ainsi le besoin supplémentaire d'une ligne de tramway aérien.

## Activités et loisirs
Sur le territoire de la municipalité, plusieurs activités ou lieux de loisirs sont offerts aux touristes et aux résidents de Laval, par exemple :
- 9 patinoires intérieures ; plusieurs centres sportifs et communautaires ;
- 9 bibliothèques publiques qui forment le réseau des Bibliothèques de Laval et une bibliothèque mobile[35] ;
- des cours et des terrains de tennis ;
- des activités de loisir sur inscription ;
- des piscines extérieures, des pataugeoires et des jeux d'eau ;
- des piscines intérieures avec des bains libres et des cours de natation et de plongeon ;
- 10 parcs de planche à roulettes ;
- une dizaine de gymnases ;
- des dizaines de terrains naturels où jouer au baseball, football, soccer, etc. ;
- trois types de pistes cyclables.

### Tourisme
- Cosmodôme, musée sur l'exploration spatiale
- Aérosim Expérience, centre de simulation avec un simulateur de Boeing 737 de grade professionnel et deux simulateurs de F-16.
- Centre de la nature, parc urbain de plus de 50 hectares, aménagé sur le site d'une ancienne carrière offrant de nombreuses activités 4 saisons[36].
- Parc de la Rivière-des-Mille-Îles, un grand parc naturel reconnu comme refuge faunique, avec près d'une vingtaine d'îles accessibles par canot[37].
- Centrale de la Rivière-des-Prairies, centrale électrique construite en 1930 offrant des visites guidées gratuites[38].
- Musée Armand-Frappier, offre des activités éducatives pour favoriser la compréhension d'enjeux scientifiques reliés à la santé humaine, animale et environnementale[39].
- Centre d'interprétation de l'eau (C.I.EAU) expositions, rallye et camp de jour à la station d'eau potable de Sainte-Rose.
- Sky Venture, dans le Centropolis, expérience de chute libre à l'intérieur[40].
- Centres commerciaux : le Carrefour Laval, Centropolis, Centre Laval, Centre Duvernay, Galeries Laval, Quartier Laval, etc.
- Maison des arts de Laval - Le théâtre des Muses, une salle de 335 places, accueille une sélection des meilleurs spectacles de l'heure en théâtre, en danse et en musique. La salle Alfred-Pellan est un espace de production et de diffusion en art contemporain et actuel.
- Théâtre de la Grangerit - Ce théâtre d'été accueille des productions et ateliers de troupes lavalloises.
- Escalade Clip 'n Climb Laval, dans le Centropolis, centre d'escalade pour tous les âges
- Illumi, à côté de l'A-15, à visiter avant le 7 janvier 2023[41]

### Espaces verts et parcs
Plusieurs espaces verts permettent aux citoyens comme aux visiteurs d'observer la nature lavalloise. En voici une liste :
- bois Chomedey ;
- bois Papineau ;
- bois de la Source :
- bois de l'Équerre :
- bois Duvernay ;
- bois Sainte-Dorothée ;
- boisé de l'Orée-des-Bois ;
- parc de la Rivière-des-Mille-Îles ;
- parc Bernard-Landry (anciennement parc des Prairies) ;
- centre de la nature.

## Sports
Laval a accueilli les Jeux du Québec durant l'été 1991 et le Championnat canadien junior de taekwondo, en mai 1998. Une équipe de hockey sur glace, ayant porté les noms de National, de Voisins, puis de Titan, a évolué à Laval dans la Ligue de hockey junior majeur du Québec. La franchise est dorénavant domiciliée à Bathurst, au Nouveau-Brunswick. Depuis la saison 2017-2018 de la Ligue américaine de hockey, le club-école des Canadiens de Montréal, Rocket de Laval évolue à la Place Bell.
Les Pétroliers du Nord de la Ligue nord-américaine de hockey évoluent au Colisée de Laval. Les Roses de Montréal une équipe de soccer professionnel féminin de la Super ligue du nord s'entraînent et jouent leurs maths au Stade Boréale. Au Hockey féminin, la Victoire de Montréal, franchise de la Ligue professionnelle de hockey féminin, joue  à la Place Bell.
Laval est aussi une ville de football canadien ; son équipe, les Sabercats de Laval, évolue dans la ligue de football junior du Québec. La ville a aussi une équipe de la Ligue Baseball Élite du Québec (LBEQ), les Pirates de Laval, et une équipe de hockey-balle (ou hockey cosom), le club Barbe Bleue. Elle a également l'un des plus importants clubs de vélo de compétition sur route et sur piste au Canada : le Club Cycliste Espoirs de Laval.
Le FC Laval et l'AS Laval se disputent le Derby de Laval dans la Ligue1 Québec, la première division de soccer au Québec et la troisième au Canada.

## Personnalités
- Antoine Labelle, curé et chantre de la colonisation des Hautes Laurentides
- Jonathan Bernier, gardien de but de hockey canadien qui évolue dans la LNH.
- Raymond Berthiaume (en), chanteur.
- Rudy Caya, auteur-compositeur-interprète, membre du groupe Vilain Pingouin.
- Martin Petit, humoriste, et Richard Petit, chanteur.
- Suzanne FerlandL, artiste.
- Yannick Lupien, nageur.
- Martin St-Louis, hockeyeur canadien retraité (LNH).
- Martin Matte, humoriste.
- Michel Courtemanche, humoriste.
- José Théodore, gardien de but retraité (LNH)
- Alexandre Despatie, plongeur.
- Philippe Bond, humoriste.
- Marc-Aurèle Fortin, peintre.
- Rachid Badouri, humoriste
- Patrick Lagacé, chroniqueur et animateur
- Bruno Blanchet, animateur et globe-trotter
- Pier-Luc Funk, comédien
- Serge Denoncourt, metteur en scène
- Roseline Filion, plongeuse
- Camille Felton, actrice
- Liette Vasseur, biologiste
- Sami Zayn, lutteur professionnel (WWE)
- Félix (xQc) Lengyel, diffuseur en direct (twitch.tv)

## Éducation publique
Les écoles francophones de Laval sont responsabilité direct du ministère de l'éducation par le Centre de services scolaire de Laval (anciennement la Commission scolaire de Laval). Étant l'un des plus importants centres de services scolaires du Québec, il dessert une population scolaire variée de 56 000 élèves par l'entremise de son réseau d'établissements, composé de :
- 58 écoles primaires
- 14 écoles secondaires
- 8 centres de formation professionnelle
- 4 centres d'éducation des adultes

Avant le 15 juin 2020, le centre de services scolaire était connu sous le nom de Commission scolaire de Laval. Le Centre de services scolaire de Laval compte en 2020 :
- 28 484 élèves au préscolaire et au primaire
- 15 140 élèves au secondaire
- 5 852 élèves à l'éducation des adultes
- 6 711 élèves à la formation professionnelle
- 638 élèves à la formation à distance assistée

Il compte près de 6 500 employés, dont 3 600 enseignants.

### Écoles  du district scolaire 1

#### Primaires
Élèves de Laval-Ouest, Fabreville et Sainte-Rose (sauf secteur Champfleury)
- École Raymond
- École Fleur-de-Vie
- École La Source
- École L'Orée-des-Bois
- École Cœur-Soleil
- École des Cèdres (école à vocation musicale)
- École Pépin
- École Marc-Aurèle-Fortin
- École Le Petit-Prince
- École L'Aquarelle
- École Demers
- École Le Baluchon (école alternative)
- École Villemaire
- École du Parc
- École de l'Équinoxe

### Écoles  du district scolaire 2

#### Primaires
Élèves de Chomedey, Sainte-Dorothée, Laval-sur-le-Lac et Les Îles-Laval
- École de l'Avenir
- École des Trois-Soleils
- École Sainte-Dorothée
- École Paul-VI
- École Saint-François
- École Pierre-Laporte
- École Jean-Lemonde
- École Saint-Paul
- École L'Harmonie
- École Le Tandem
- École Les Quatre-Vents—Monseigneur-Laval
- École Saint-Norbert

### Écoles  du district scolaire 3

#### Primaires
Élèves de Pont-Viau et Laval-des-Rapides
- École Marcel-Vaillancourt
- École Sainte-Marguerite
- École Léon-Guilbault
- École de l'Arc-en-Ciel
- École Coursol
- École Saint-Gilles
- École Saint-Julien

### Écoles  du district scolaire 4

#### Primaires
Élèves d'Auteuil, Vimont et secteur Champfleury de Sainte-Rose
- École Charles-Bruneau
- École Le Sentier
- École Paul-Comtois
- École Les Explorateurs
- École Père-Vimont
- École Sainte-Béatrice
- École Alfred-Pellan
- École L'Envolée
- École des Cardinaux

### Écoles  du district scolaire 5

#### Primaires
Élèves de Saint-François, Saint-Vincent-de-Paul et Duvernay
- École des Ormeaux
- École Val-des-Arbres
- École du Bois-Joli
- École L'Envol (école alternative)
- École Jean-XXIII
- École Simon-Vanier
- École Notre-Dame-du-Sourire
- École L'Escale
- École Fleur-Soleil
- École Hébert
- École J.-Jean-Joubert

### Écoles secondaires publiques
Cette liste regroupe les 14 écoles secondaires de Laval.
| Établissement                                                         | Quartier              | Effectif (2011) | Effectif (2019) | Niveaux                | District   |
| --------------------------------------------------------------------- | --------------------- | --------------- | --------------- | ---------------------- | ---------- |
| Curé-Antoine-Labelle                                                  | Sainte-Rose           | 2392            | 2508            | 3e à la 5e secondaire  | District 4 |
| Georges-Vanier                                                        | Saint-Vincent-de-Paul | 1492            | 1015            | 1re à la 5e secondaire | District 5 |
| Horizon Jeunesse                                                      | Auteuil               | 1247            | 1178            | 3e à la 5e secondaire  | District 4 |
| Leblanc                                                               | Saint-François        | 1226            | 1281            | 1re à la 5e secondaire | District 5 |
| Mont-de-La Salle                                                      | Laval-des-Rapides     | 1850            | 1791            | 1re à la 5e secondaire | District 3 |
| L'Odyssée-des-Jeunes                                                  | Auteuil               | 796             | 895             | 1re à la 2e secondaire | District 4 |
| Poly-Jeunesse                                                         | Fabreville            | 1453            | 1610            | 1re à la 2e secondaire | District 1 |
| Saint-Martin                                                          | Chomedey              | 1070            | 919             | 1re à la 2e secondaire | District 2 |
| Saint-Maxime                                                          | Chomedey              | 1310            | 1670            | 3e à la 5e secondaire  | District 2 |
| Alphonse-Desjardins                                                   |                       |                 | 446             |                        | District 2 |
| École d'éducation internationale de Laval                             |                       |                 | 1518            |                        | District 2 |
| Jean-Piaget                                                           |                       |                 | 130             |                        | District 2 |
| Centre de qualification professionnelle et d'entrepreneuriat de Laval |                       |                 | 359             |                        | District 3 |
| De La Mosaïque                                                        |                       |                 | 84              |                        | District 3 |

Élèves de Saint-François, Saint-Vincent-de-Paul et Duvernay
- École secondaire Leblanc (1re à la 5e secondaire)
- École secondaire Georges-Vanier (1re à la 5e secondaire)

Élèves de Pont-Viau et Laval-des-Rapides
- École secondaire Mont-de-La Salle (1re à la 5e secondaire)

Élèves de Chomedey, Sainte-Dorothée, Laval-sur-le-Lac et Les Îles-Laval
- École secondaire Saint-Martin (1re à la 2e secondaire)
- École secondaire Saint-Maxime (3e à la 5e secondaire)

Élèves de Laval-Ouest, Fabreville et Sainte-Rose (sauf secteur Champfleury)
- École secondaire Poly-Jeunesse (1re à la 2e secondaire)
- École secondaire Curé-Antoine-Labelle (3e à la 5e secondaire)

Élèves d'Auteuil, Vimont et secteur Champfleury de Sainte-Rose
- École secondaire L'Odyssée-des-Jeunes (1re à la 2e secondaire)
- École secondaire Horizon Jeunesse (3e à la 5e secondaire)

#### Écoles secondaires publiques spécialisées
- École d'éducation internationale de Laval
- École secondaire Alphonse-Desjardins
- École secondaire de la Mosaïque
- École secondaire Jean-Piaget
- Centre de qualification professionnelle et d'entrepreneuriat de Laval (remplace l'école Le Virage)

### Centres de formation professionnelle
- Institut de protection contre les incendies du Québec (IPIQ)
- École hôtelière de Laval
- École polymécanique de Laval (ancien Centre professionnel Vanier)
- Centre de formation professionnelle Paul-Émile-Dufresne
- Centre de formation Le Chantier
- Centre de formation horticole de Laval
- Centre de formation en métallurgie de Laval
- Centre de formation professionnelle Compétences 2000

### Centres d'éducation aux adultes
- Centre Le Tremplin
- Centre L'Impulsion
- Centre Les Berges

## Éducation privée

### Écoles secondaires privées
- Académie chrétienne Rive-Nord
- Collège Citoyen
- Collège Laval
- Collège Letendre
- Collège Notre-Dame-de-Nareg
- Académie Étoile du Nord - North Star Academy Laval[46]

### Collèges d'enseignement général et professionnel (cégeps)
- Collège Montmorency

### Campus d'universités
- Université de Montréal : campus de Laval
- Centre de l'UQÀM à Laval (collège Montmorency)
- INRS-Institut Armand-Frappier (2e et 3e cycle universitaire en santé humaine, animale et environnementale, membre du réseau de l'Université du Québec)[47]

### Écoles anglais
Les écoles primaires et secondaires anglophones sont administrées  de façon indépendante par la Commission scolaire Sir-Wilfrid-Laurier. 
Les écoles Primaires :
- École primaire Crestview
- École primaire Genesis
- École primaire Hillcrest
- École primaire John F. Kennedy
- École primaire Jules Verne
- École primaire Our Lady of Peace
- École primaire Souvenir
- École primaire Saint-Paul
- École primaire Saint-Vincent
- École primaire Terry Fox
- École primaire Twin Oaks

Les écoles Secondaires :
- Laval Junior Academy
- Académie Laval Senior (en)
- Phoenix Alternative High School

## Santé
Le Centre intégré de santé et de services sociaux (CISSS) de Laval a vu le jour le 1er avril 2015 à la suite de l'entrée en vigueur de la Loi modifiant l'organisation et la gouvernance du réseau de la santé et des services sociaux. La majorité des services de santé et de services sociaux au cœur du réseau territorial de services de Laval sont issus du CISSS de Laval.
Établissements fusionnés au CISSS de Laval :
- hôpital de la Cité-de-la-Santé ;
- hôpital juif de Réadaptation (installation regroupée) ;
- ventre ambulatoire régional de Laval ;
- CLSC de Sainte-Rose ;
- CLSC du Marigot ;
- CLSC Mille-Îles ;
- CLSC du Ruisseau-Papineau ;
- centre intégré des services de première ligne de l'Ouest-de-l'Île ;
- CHSLD Sainte-Dorothée (Centre d'hébergement) ;
- CHSLD La Pinière ;
- CHSLD Fernand-Larocque ;
- CHSLD Rose-de-Lima ;
- CHSLD Idola-Saint-Jean ;
- centre de services ambulatoires de soins psychiatriques ;
- centre de réadaptation en déficience intellectuelle et en troubles envahissants du développement (CRDITED) de Laval ;
- centre jeunesse de Laval (CJL) ;
- centre de réadaptation en dépendance Laval.

## Jumelages et ententes
La ville de Laval entretient des liens culturels et commerciaux, tant au niveau national qu'international avec six villes. Elle a également signé des accords de coopération économique et culturelle avec douze villes.
| Organisme                  | Pays, État   | Partenariat                          | Depuis |
| -------------------------- | ------------ | ------------------------------------ | ------ |
| Laval                      | France       | Jumelage                             | 1984   |
| Petah Tikva                | Israël       | Jumelage                             | 1986   |
| Nice                       | France       | Jumelage                             | 2000   |
| Grenoble                   | France       | Amitié                               | 2001   |
| Mudanjiang                 | Chine        | Amitié                               | 2001   |
| Province de Padoue         | Italie       | Amitié                               | 2011   |
| Saskatoon                  | Saskatchewan | Coopération économique               | 1967   |
| Markham                    | Ontario      | Coopération économique               | 1996   |
| Sophia Antipolis           | France       | Amitié                               | 1996   |
| Manille                    | Philippines  | Coopération économique               | 1996   |
| Pedro Aguirre Cerda        | Chili        | Coopération économique et culturelle | 1998   |
| Heidelberg                 | Allemagne    | Coopération économique et culturelle | 2000   |
| Grenoble                   | France       | Coopération économique et culturelle | 2001   |
| Ribeira Grande             | Açores       | Échange et coopération               | 2003   |
| Bayern Innovativ GmbH (de) | Bavière      | Coopération économique               | 2004   |
| Klagenfurt am Wörthersee   | Autriche     | Coopération économique et culturelle | 2005   |
| San Salvador               | Salvador     | Coopération économique et culturelle | 2005   |
| Botoșani                   | Roumanie     | Coopération économique et culturelle | 2007   |